# Papestra poliostigma
Papestra poliostigma är en fjärilsart som beskrevs av George Francis Hampson 1894. Papestra poliostigma ingår i släktet Papestra och familjen nattflyn. Inga underarter finns listade i Catalogue of Life.